# Ultracentrifugadora

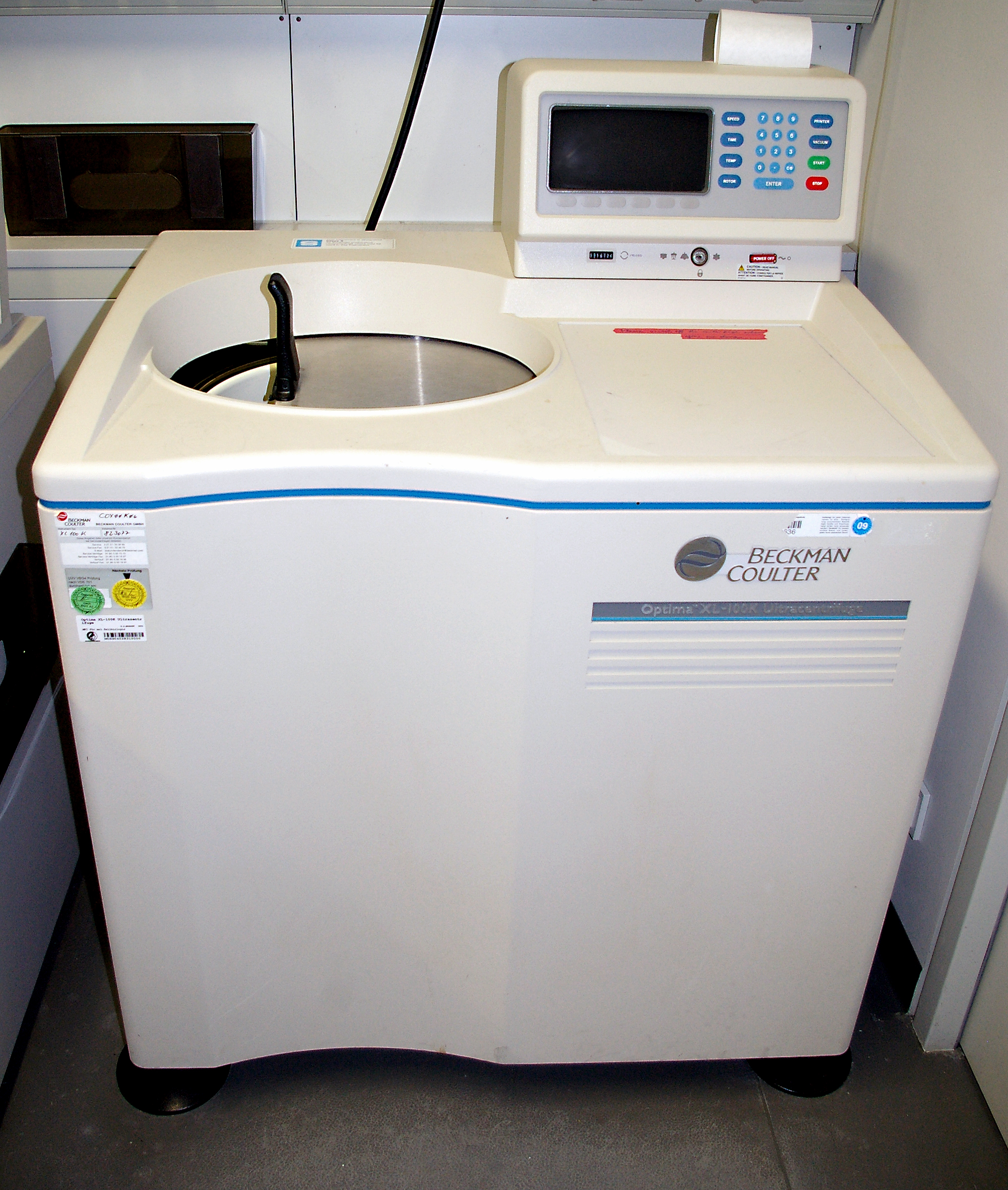
Ultracentrifugadora de laboratorio.

La ultracentrifugadora es una centrifugadora optimizada para girar su rotor a velocidades muy elevadas, capaces de generar una aceleración tan alta como de 100.000 rpm o 803.000 xg g (9,800 km/s²). Existen dos clases de ultracentrífugas, la de preparado y la analítica. Ambas clases de instrumentos tienen importantes usos en biología molecular, bioquímica y la ciencia de los polímeros. Theodor Svedberg inventó la ultracentrífuga analítica en 1923, mereciendo por ello el Premio Nobel de química en 1926 por sus investigaciones en los coloides y proteínas utilizando la ultracentrifugadora. 
La ultracentrifugadora de vacío fue inventada por Edward Greydon Pickels. Su contribución con la aportación del vacío fue lo que permitió una reducción en la fricción generada a altas velocidades. Los sistemas de vacío también permitieron el mantenimiento de una temperatura constante. 
En 1946, Pickels cofundó Spinco (Specialized Instruments Corp.) y comercializó una ultracentrifugadora basada en su diseño. No obstante lo consideró demasiado complicado y desarrolló una versión "a prueba de torpes". Pero incluso con el diseño mejorado, las ventas siguieron siendo bajas y Spinco casi acabó en bancarrota. La compañía sobrevivió y fue la primera en fabricar ultracentrifugadoras comerciales en 1947. En 1949, Spinco introdujo el modelo L, la primera ultracentrífuga de preparación, para alcanzar una velocidad máxima de 40 000 rpm, En 1954, Beckman Instruments (ahora Beckman Coulter) adquirió la compañía haciendo de ella la base de su división de centrifugadoras Spinco.